# مركز العلوم الصحية في جامعة بكين
مركز العلوم الصحية في جامعة بكين (بالإنجليزية: Peking University Health Science Center)‏ هي كلية طب، تأسست في 1912، في الصين.